# Машиностроитель (завод)
ОАО "Пермский завод «Машиностроитель» (ранее ФГУП «Пермский завод „Машиностроитель“») — машиностроительное предприятие в городе Перми. Входит в состав военно-промышленной корпорации «НПО машиностроения».

## История
6 октября 1967 год — официальная дата рождения самостоятельного специализированного предприятия, образованного на базе филиала завода им. В. И. Ленина, в дальнейшем — Пермского завода химического оборудования (ПЗХО).
1975 год — Завод становится головным во вновь образованном производственном объединении «Искра»
1982 год — ПО «Искра» награждено орденом «Трудового Красного Знамени» за большой вклад в освоение и производство продукции
1987 год — ПО «Искра» преобразовано в НПО «Искра»
1988 год — Предприятию присвоено новое название — завод «Машиностроитель»
1991 год — В рамках конверсии освоено более 50 типоразмеров дозировочных насосов.
1999 год — Завод получил статус Федерального государственного унитарного предприятия.
2007 год — ФГУП "Пермский завод «Машиностроитель» акционирован и преобразован в ОАО "Пермский завод «Машиностроитель».
2015 год — форма собственности изменена на АО.

## Санкции
2 августа 2022 года, из-за вторжения России на Украину, предприятие включено в санкционный список Канады против «причастных к бессмысленному кровопролитию президента России Владимира Путина, включая ужасные события в Буче». По аналогичному основанию предприятие находится под санкциями США, Украины и Новой Зеландии.

## Собственники и руководство
Завод входит в состав ОАО "ВПК «НПО машиностроения»
Генеральный директор — Владимир Иванович Ломаев.

## Продукция
- Авиационное оборудование
- Оборудование для нефтехимии
- Продукция общепромышленного назначения
- Строительные материалы
- Товары народного потребления
- Нефтепромысловое оборудование